# امامزاده سیدمحمد بارده
بقعه امامزاده سیدمحمد، بنایی مذهبی_تاریخی مربوط به دوره صفویان تا دوره قاجار است و در روستای بارده از توابع شهرستان بن واقع شده‌است. این اثر در تاریخ ۷ خرداد ۱۳۸۷ باشماره ثبت ۲۲۹۶۱ به‌عنوان یکی از آثار ملی ایران به ثبت رسیده‌است.